# Alergologia
Alergologia – dziedzina medycyny zajmująca się rozpoznawaniem i leczeniem schorzeń alergicznych, czyli takich, u podstaw których stoi zjawisko nadwrażliwości, zwłaszcza inicjowane przez mechanizmy immunologiczne. W Polsce alergologia jest jedną ze specjalizacji lekarskich, która trwa 5 lat (2 lata modułu podstawowego z chorób wewnętrznych i 3 lata modułu specjalistycznego z alergologii). Jest to jedna z wzajemnie uznawanych specjalizacji w krajach Unii Europejskiej. W Polsce konsultantem krajowym alergologii od 19 lutego 2020 roku jest Karina Małgorzata Jahnz-Różyk.